# انتره لاگس
انتره لاگس (به اسپانیایی: Entre Lagos) یک منطقهٔ مسکونی در شیلی است که در استان اوسورنو واقع شده‌است. انتره لاگس ۳٬۳۵۸ نفر جمعیت دارد.